# Nadine Graßmel
Nadine Graßmel (* 1979 in Lübben) ist eine deutsche Politikerin (SPD) und seit 2024 Mitglied des Landtages Brandenburg.

## Leben
Graßmel wuchs in Gersdorf auf und besuchte Schulen in Golßen und Cottbus. Sie studierte Sozialpädagogik an der Fachhochschule Frankfurt am Main und schloss ihr Studium 2004 als Diplom-Sozialpädagogin ab. Nach ihrem Studium arbeitete Graßmel in verschiedenen sozialen Einrichtungen, darunter ein Jugend- und Kulturzentrum in Höchst und als Einzelfallhelferin an der Ludwig-Dern-Schule in Offenbach. Von 2008 bis 2009 war sie Schulsozialarbeiterin an der Oberschule in Luckau und anschließend bis 2019 beim Landkreis Dahme-Spreewald im Jugendamt und Schulverwaltungsamt tätig. Seit 2019 arbeitet sie im evangelischen Hospiz in Luckau im Sozialdienst.
Graßmel trat 2022 der SPD bei und wurde 2024 Mitglied der Stadtverordnetenversammlung von Luckau sowie des Kreistages Dahme-Spreewald. Bei der Landtagswahl in Brandenburg 2024 kandidierte sie im Landtagswahlkreis Dahme-Spreewald III und wurde über die Landesliste in den Landtag gewählt.
Nadine Graßmel ist verheiratet und hat drei Söhne. Sie lebt mit ihrer Familie in Luckau und engagiert sich ehrenamtlich in verschiedenen lokalen Organisationen.